# NGC 5593
NGC 5593 est un amas ouvert situé dans la constellation du Loup. Il a été découvert par l'astronome britannique John Herschel en 1834.
Selon la classification des amas ouverts de Robert Trumpler, cet amas renferme moins de 50 étoiles (lettre p) dont la concentration est moyennement faible (III) et dont les magnitudes se répartissent sur un petit intervalle (le chiffre 1). Toutefois selon catalogue Lynga, la répartition des luminosités est moyenne (2) et NGC 5593 fait partie d'un double amas, sans doute NGC 5284.

## Observation
Avec une magnitude visuelle de 7,5(?), on peut observer l'amas avec un petit télescope.

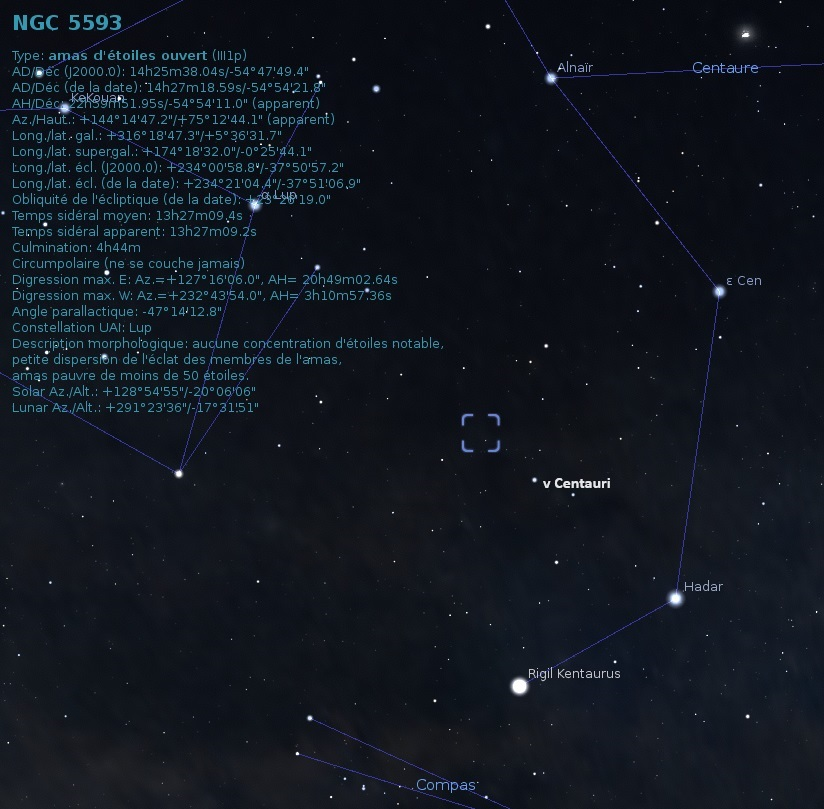
Localisation de NGC 5593 dans la constellation du Loup. (Stellarium)

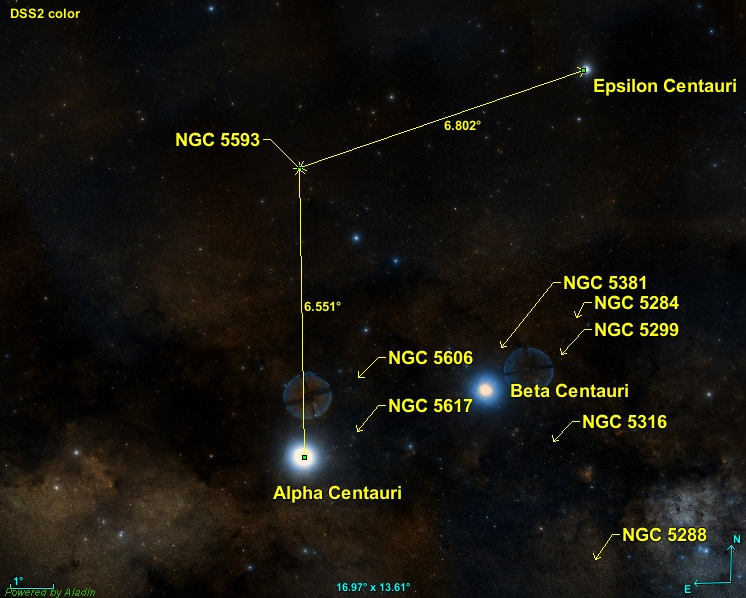
Position de NGC 5593 par rapport à deux étoiles.

NGC 5593 est situé à environ 6,6 degrés nord de l'étoile Alpha Centauri et à 6,8 degrés au sud-est d'Epsilon Centauri. Les amas ouverts NGC 5284, NGC 5288, NGC 5316, NGC 5381, NGC 5606 et NGC 5617 se trouvent dans la même région du ciel. L'association stellaire NGC 5284 et le nuage d'étoile NGC 5299 (ou amas ouvert?) se trouvent aussi dans la même région du ciel ainsi que l'étoie Beta Centauri.

## Caractéristiques

### Distance, taille et vitesse
Simbad indique six valeurs de la parallaxe moyenne de l'amas : 0,969 ± 0,033, 0,949 ± 0,034, 0,954 ± 0,050, 0,947 ± 0,055, 0,947 ± 0,055, 1,1271 pour une parallaxe moyenne de 0,977 ± 0,067. Cette parallaxe équivaut à une distance de 1 023 +75
−65 pc.
Les dernières estimations donnent un âge de 589 millions d'années à cet amas ouvert. La taille apparente de l'amas est selon les sources comprise entre 3,5' et 15,0′, ce qui compte tenu de la distance et grâce à un calcul simple, équivaut à une taille réelle d'environ 10,5 ± 6,4 al. Aucune donnée quant à la vitesse n'est disponible sur les sources consultées.

### Mouvement propre
Simbad indique sept couples de valeurs pour le mouvement propre de l'amas qui proviennent d'articles publiés entre 2014 et 2022. Ces valeurs en ascension droite et en déclinaison sont :
- −5,808 ± 0,044 mas/an et −2,056 ± 0,053 mas/an[8]
- −5,811 ± 0,090 mas/an et −2,056 ± 0,115 mas/an[9]
- −5,821 ± 0,162 mas/an et −2,072 ± 0,141 mas/an[10]
- −5,806 ± 0,113 mas/an et −2,078 ± 0,124 mas/an[11]
- −5,806 ± 0,017 mas/an et −2,078 ± 0,015 mas/an[12]
- −5,806 ± 0,113 mas/an et −2,078 ± 0,124 mas/an[14]
- −2,82 ± 4,35 mas/an et −1,84 ± 4,34 mas/an[15]

La dernière valeur est incompatible avec les six autres mesures, peut-être parce qu'elle inclut les étoiles de NGC 5284. Le mouvement propre moyen obtenu des six premières valeurs en ascension droite et en déclinaison est égal à −5,810 ± 0,006 mas/an et −2,220 ± 0,222 mas/an.

### Métallicité
Simbad rapporte une seule valeur de la métallicité, soit +0,178. Selon cette valeur, le pourcentage d'éléments lourds (plus lourd que l'hydrogène et l'hélium) de cet amas est de 151% (10+0,178) de celui du Soleil.

### Âge
Webda indiquent un âge de 589 millions d'années (log10=8,77 = 108,77).

## Étoiles
Simbad montre aussi un bouton nommé Children. En cliquant sur ce bouton, on atteint une section de cette base de données qui renferme un tableau contenant 127 entrées pour NGC 5993. Cependant, des étoiles (les Children) peuvent apparaître plusieurs fois dans la deuxième colonne du tableau, d'où le nombre de liens bibliographiques qui est supérieure au nombre d'étoiles. La quatrième colonne de ce tableau indique la probabilité que l'étoile appartienne à l'amas. En cliquant sur le titre de cette colonne, on peut classer la probabilité par ordre croissant ou décroissant. En cliquant sur la désignation de l'étoile, on atteint la page de Simbad qui résume ses propriétés.